# Knema hirtella
Knema hirtella är en tvåhjärtbladig växtart som beskrevs av W.J.J.O. de Wilde. Knema hirtella ingår i släktet Knema och familjen Myristicaceae. Utöver nominatformen finns också underarten K. h. pilocarpa.